# Lophodermium nigrofactum
Lophodermium nigrofactum är en svampart som beskrevs av P.R. Johnst. 1989. Lophodermium nigrofactum ingår i släktet Lophodermium och familjen Rhytismataceae.   Inga underarter finns listade i Catalogue of Life.